# Владимир Попов (историк)
Вижте пояснителната страница за други личности с името Владимир Попов.
Владимир Пенчев Попов е български историк, траколог.

## Биография
Владимир Попов е роден на 21 април 1940 в село Тетово, Кубратско.  Завършва история в Софийския държавен университет. През 1969 и 1972/73 г. специализира древна ориенталистика в Париж.
Преподавател е по история на Стария свят във Великотърновския университет от 1965 г., в продължение на 44 години (от 1977 г. - доцент). Той работи и в Института по тракология към БАН в периода 1973-1983 г. Владимир Попов е заместник-ректор (1981-1983) и ректор (1991-1995) във Великотърновския университет.
Освен с наука се занимава и с политика, като заема поста областен управител в Ловеч (1995-1997). Като такъв, през кризисните Януарски събития (1997) г. със заповед суспендира конституционните права на гражданите в Ловешка област (днес Ловешка, Габровска, Плевенска и Великотърновска области) за събрания и протести. Облагодетелства се с имотни сделки.
От 1971 г. е секретен сътрудник „Петров“ на Държавна сигурност.
Владимир Попов умира на 31 май 2023 г. във Велико Търново.

## Награди
Награждаван е многократно с юбилейни отличия от БАН и е носител на орден „Кирил и Методий“ II степен и е номиниран за носител на академичния френски орден „Френски палми“ през 1993 г.

## Книги
- История на стария свят. Велико Търново: Абагар, 2008. ISBN 978-954-427-785-7